# Монтес Вануччи, Хосе Вольфанго
Хосе Вольфанго Монтес Вануччи (исп. José Wolfango Montes Vanucci; род. 1951, Санта-Крус-де-ла-Сьерра, Боливия) — боливийский писатель и практикующий психиатр, популярный представитель новой волны латиноамериканской литературы.

## Биография
Родился в г. Санта-Крус-де-ла-Сьерра в Боливии, там же окончил школу конгрегации Братьев христианских школ. Получил медицинскую степень в университете св. Франциска Ксаверия в г. Сукре, конституционной столице Боливии. После окончания университета переехал в г. Пелотас в Бразилии, где живёт и работает по сей день. В Государственном университете г. Пелотаса прошёл курс последипломного образование в области психиатрии. Несмотря на активную литературную карьеру, Монтес Вануччи, психиатр по профессии, продолжает вести медицинскую практику .

## Творчество
Монтес Вануччи — автор 12 романов, первый из которых, «Ощипывание воробья» («El gorrión desplumado»), увидел свет в 1985 г. За ним последовали «Изгнание луны» («Pateando la luna») и легендарный «Иона и розовый кит» («Jonás y la ballena rosada») — книга, за которую автор получил международную награду «Casa de las Americas». «Юмор в книге непредсказуем и звучит непрестанно, — гласила наградная речь, — Монтес Вануччи задумал и создал роман великой изобразительной силы. Смех здесь призван заглушить боль от грязи и убожества описанного мира». Книга имела огромный успех не только в испаноязычном мире, но и за его пределами. Переводы были в изданы в США и нескольких европейских странах. В последующие годы вышли романы «Момент тьмы» («El instante oscuro»), «Болеро неудачника» («El bolero del perdedor»), «Эти нескромные любовные знаки» («Ese indiscreto código de los amantes»), «Тропик коррупции» («Trópico de corrupción»), «Невинные» («Nosotros los inocentes»). На сегодняшний день Вольфанго Монтес Вануччи — один из самых популярных и читаемых в мире представителей последнего поколения латиноамериканской литературы.

## Экранизации
В 1995 г. боливийский режиссёр Хуан Карлос Вальдивиа снял по роману «Хонас и розовый кит» одноимённую эротическую комедию. В 1996 г. картина была номинирована на «Оскар» в категории «Лучший фильм на иностранном языке», однако уступила награду драме «Антония» голландского режиссёра Марлен Горрис.

## Избранная библиография
- Ощипывание воробья / El gorrión desplumado, 1985, роман;
- Хонас и розовый кит / Jonás y la ballena rosada, 1987, роман;
- Момент тьмы / El instante oscuro, 1987, роман;
- Болеро неудачника / El bolero del perdedor, 1990, роман;
- Эти нескромные любовные знаки / Ese indiscreto código de los amantes, 1992, роман;
- Тропик коррупции / Trópico de corrupción, 1993, роман;
- Невинные / Nosotros los inocentes, 1996, роман.

## Награды и номинации
- Хонас и розовый кит — награда Дома Америк («Casa de las Americas») за 1987 г.